# Narva
Narva (německy Narwa) je estonské město ležící u hranice země s Ruskem. Městem protéká stejnojmenná řeka, která odvádí vodu z Čudského jezera a na jejímž druhém břehu leží ruské město Ivangorod. Dnešní obyvatelstvo je převážně ruskojazyčné.

## Dějiny

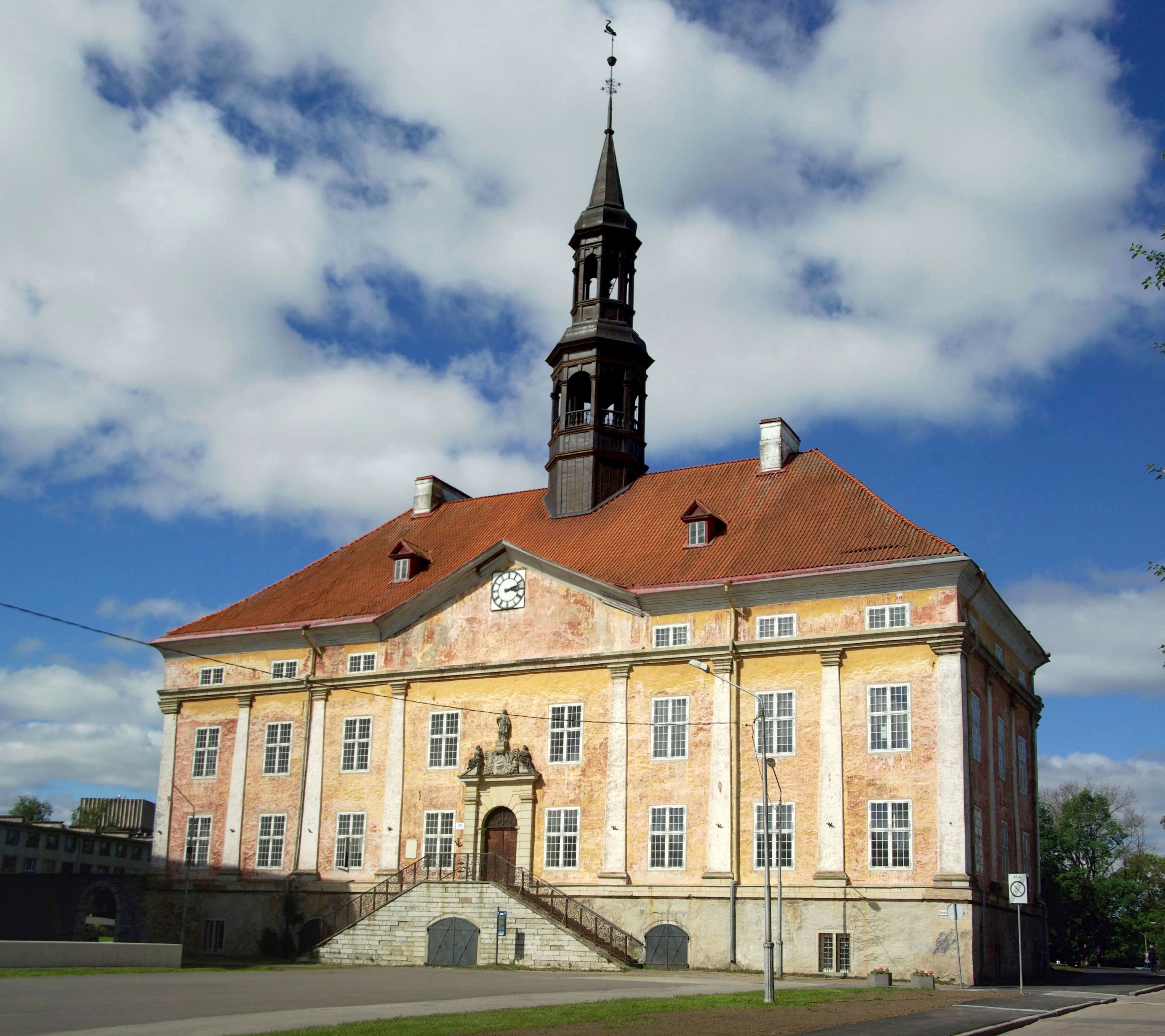
Radnice

Území dnešní Narvy bylo osídleno již v raném středověku, kdy tudy procházela jedna z nejdůležitějších obchodních stezek spojující Pobaltí se Středozemím. Význam města začal stoupat ve 13. století, kdy přes místní brody vedla cesta spojující Tallinn s Novgorodem. Stavba místní pevnosti byla zahájena v 70. letech 13. století, kdy se sever Estonska nacházel pod dánskou nadvládou. Roku 1345 byla Narva povýšena dánským králem na město. O dva roky později přešlo město pod kontrolu Řádu mečových bratří. Ti vtiskli místní pevnosti nezaměnitelný křižácký vzhled. Středověká Narva však vzkvétala nejen vojensky, ale i obchodně. Byla důležitou obchodní křižovatkou a po sloučení Novgorodského a Moskevského knížectví její význam ještě vzrostl.
Během livonské války bylo město dobyto roku 1558 ruským carem Ivanem IV. Hrozným. Rusové se zde však udrželi jen do roku 1581, kdy město znovu dobyli Švédové pod vedením generála Pontuse De le Gardie. Pod švédskou nadvládou byla výrazně rozšířena místní pevnost. Na začátku 17. století zde vyrostly bašty v italském a německém stylu, ale konečnou podobu vtiskl pevnosti až v 80. letech téhož století slavný švédský stavitel pevností Erik Dahlberg, který zde vybudoval mohutné opevnění francouzského typu.
Roku 1659 postihl Narvu zničující požár, kterému padlo za oběť celé město, neboť většina budov byla převážně dřevěných. Během následujících 30-40 let však byla Narva znovu vystavěna v okázalém barokním stylu, tentokrát už z cihel a kamene. 
Narva hrála důležitou roli v severní válce. Roku 1700 v jedné z prvních bitev války zde početně výrazně slabší švédská armáda pod velením mladého krále Karla XII. rozdrtila ruskou armádu pod velením Charlese Eugène de Croy. Car Petr I. Veliký odjel z vojenského ležení jen několik málo dní před bitvou. Rusko si vše nahradilo roku 1704, kdy jeho armáda Narvu bez větších potíží dobyla.
Průmyslová revoluce v 19. a 20. století se historického jádra téměř nedotkla a snad by se zachovalo dodnes, kdyby nebylo nešťastných událostí z 6. a 7. března 1944, kdy se Narva stala obětí kobercového bombardování Rudé armády a byla prakticky srovnána se zemí.
Po skončení druhé světové války nedovolili sovětští okupanti uprchlíkům estonské národnosti se do města vrátit a naopak aktivně podporovali přistěhovalectví z rusky mluvících částí Sovětského svazu. Kvůli tomu se změnila národnostní struktura obyvatel a kvůli tomu dnes ve městě drtivě převládají Rusové. V roce 1999 byla ve městě založena univerzita

## Sport
- Narva JK Trans – fotbalový klub
- Narva PSK – hokejový klub

## Turistika

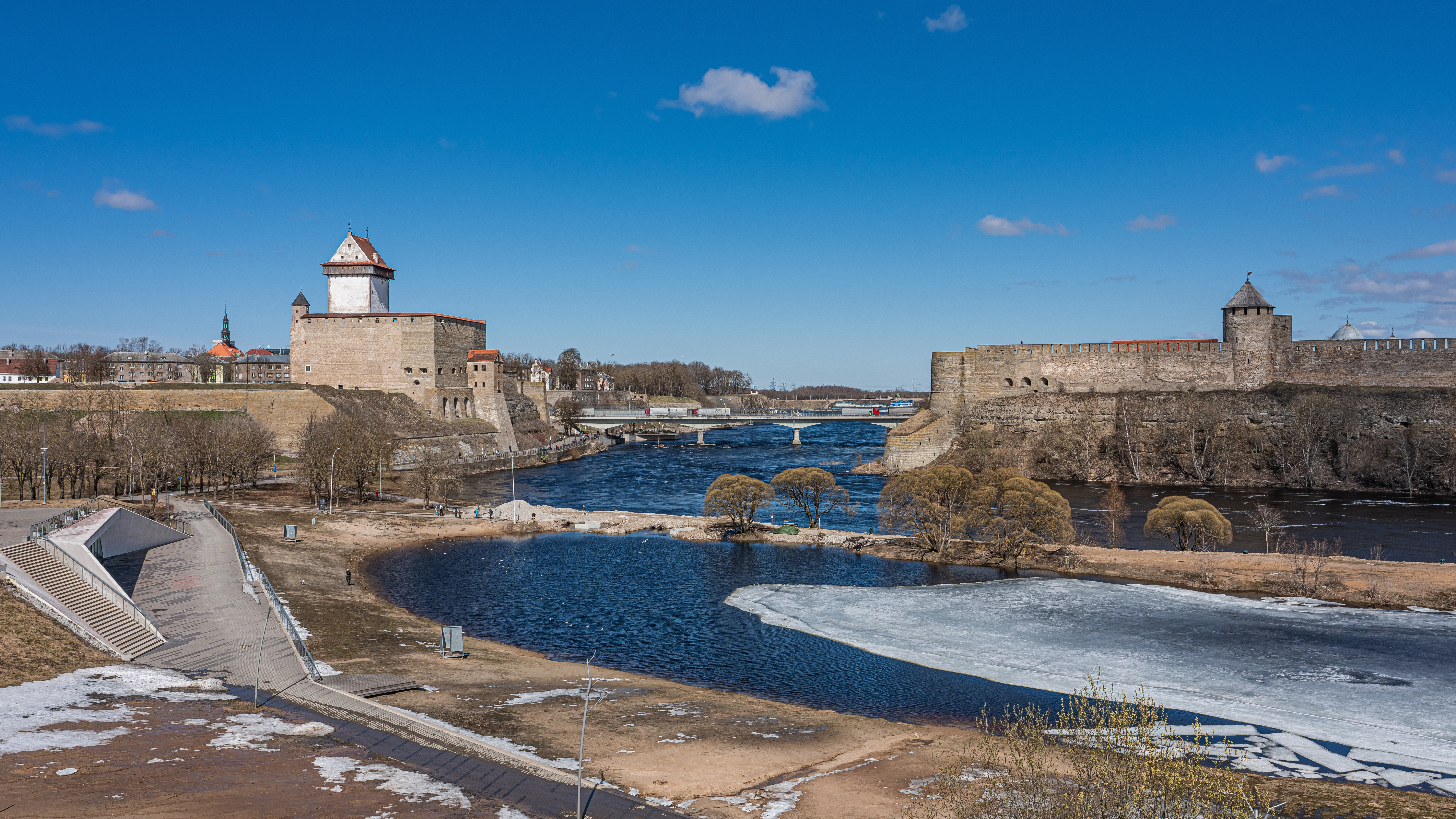
Heřmanova pevnost v Narvě

Po kobercových náletech v roce 1944 byla Narva znovu vystavěna v ponurém stylu socialistického realismu. Z původního centra se dochovala pouze barokní radnice, několik málo domů a pravoslavný kostel Vzkříšení Ježíše Krista. Nejdůležitější památkou je však nově zrekonstruovaná Heřmanova pevnost s mohutnou věží zvanou Dlouhý Heřman (Pikk Hermann) a soustava opevnění. Za zmínku stojí také rozsáhlá Kreenholmova továrna vystavěná v typickém anglickém industriálním stylu na konci 19. století, svého času jedna z největších v Evropě.
Poblíž továrny se ještě před pár desítkami let nacházel vodopád, který byl co do objemu největším na celém kontinentu. Po stavbě přehrady v roce 1956 však voda proudí novým korytem a stupně vodopádu zůstávají po většinu času suché. Jen v době vyššího vodního stavu, když se voda valí přes přepady vodního díla, ožívá vodopád ve své bývalé slávě.

## Partnerská města
- Doněck, Ukrajina
- Forssa, Finsko
- Ivangorod, Rusko
- Karlskoga, Švédsko
- Lahti, Finsko
- Pärnu, Estonsko
- Pskov, Rusko
- Tinglev, Dánsko